# Phép chiếu hình nón đồng góc Lambert

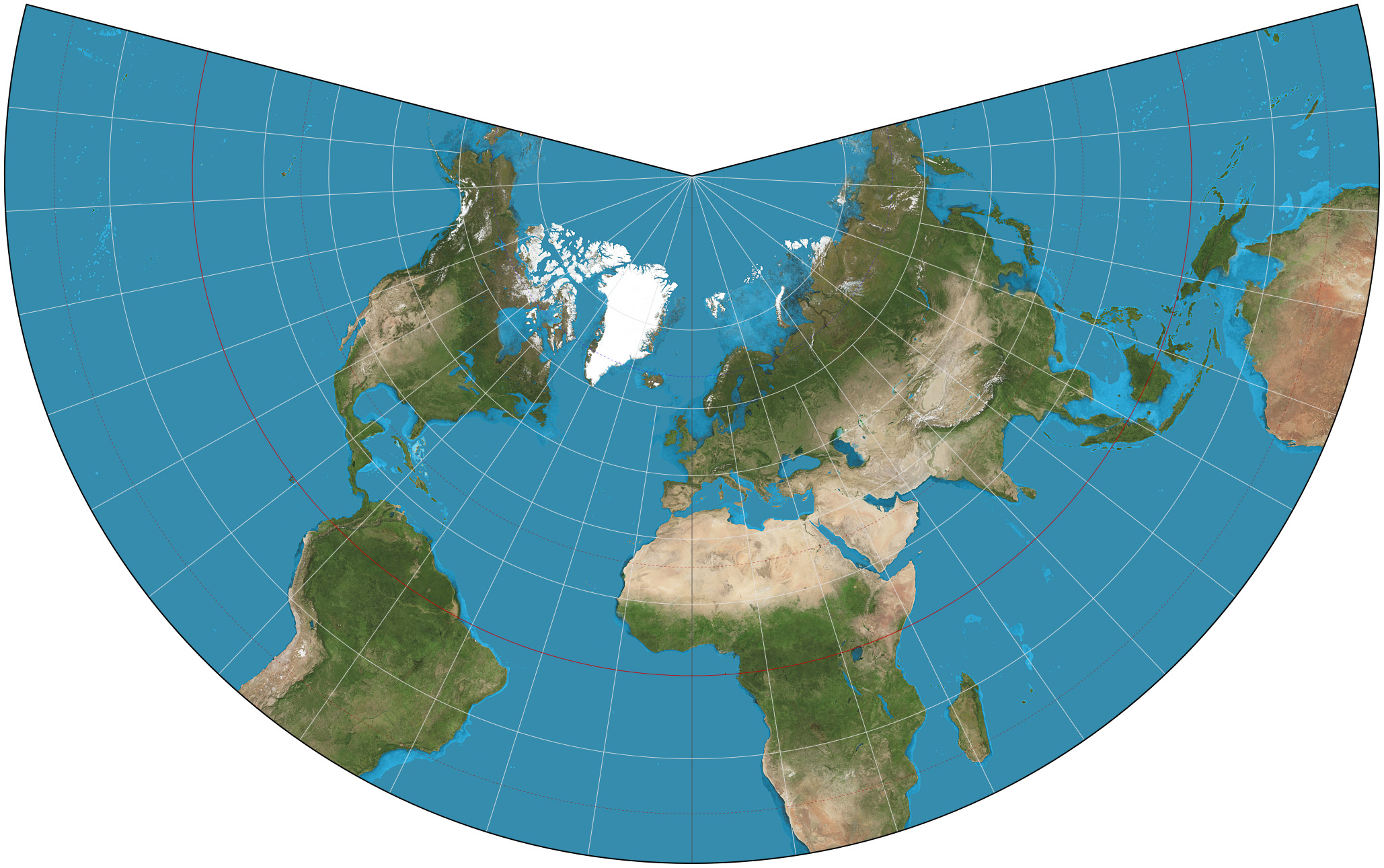
Phép chiếu hình nón đồng góc ở hai vĩ tuyến chuẩn 20º và 50º. Điểm cực Nam nằm ở vô hạn nên tấm bản đồ trên đã được cắt ở vĩ độ 30º

Sự biến dạng diện tích của phép Hai vĩ tuyến chuẩn là 15º và 45º.

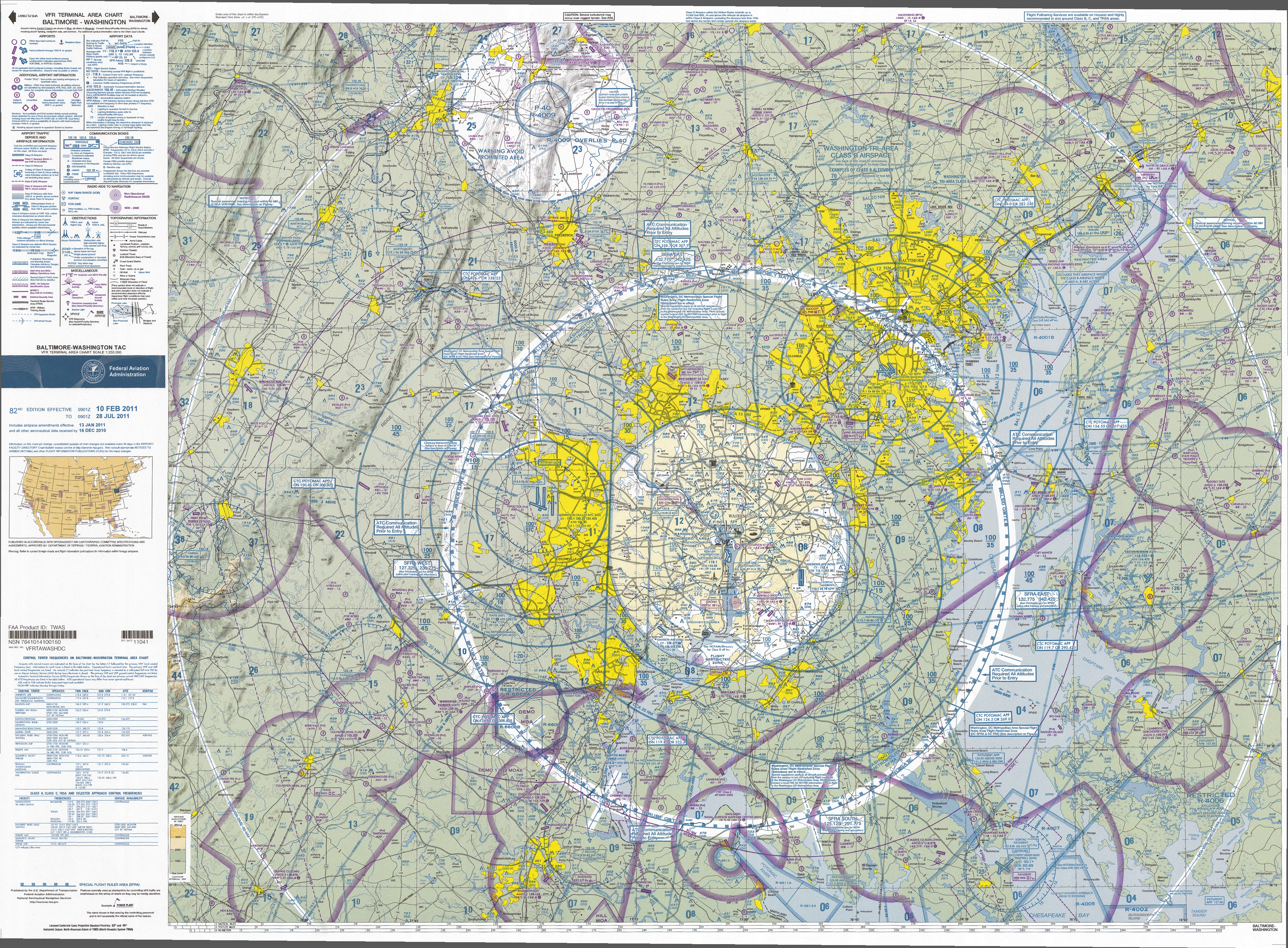
Bản đồ hàng không của Mỹ được vẽ bằng phép chiếu hình nón đồng góc 2 vĩ tuyến chuẩn 33º Bắc và 45º Bắc

Phép chiếu hình nón đồng góc (viết tắt là LCC) là phép chiếu bản đồ hình nón được sử dụng cho các bản đồ hàng không, là phép chiếu phổ biến của nhiều hệ tọa độ bản đồ của nhiều nước trên thế giới. LCC là một phép chiếu trong 7 phép chiếu mà nhà vật lý Johann Heinrich Lambert giới thiệu trong ấn phẩm năm 1772 Anmerkungen und Zusätze zur Entwerfung der Land- und Himmelscharten. 
Phép chiếu hình nón là phép chiếu trên lý thuyết có nghĩa là đặt một hình nón lên địa cầu rồi chiếu bề mặt địa cầu lên hình nón đó theo các phương pháp toán học. Hình nón sẽ bị cắt ra theo đường sinh của nó và trải phẳng ra trở thành một tấm bản đồ.
Phép chiếu hình nón đồng góc được sử dụng trong thành lập các bản đồ tỉ lệ 1:1000000 và nhỏ hơn để vẽ bản đồ hành chính, bản đồ nền, bản đồ địa hình cơ bản trong hệ tọa độ VN-2000 được sử dụng ở nước ta.

## Chuyển đổi từ tọa độ mặt cầu sang lưới chiếu LCC bằng hệ tọa độ Đề-các
Tọa độ mặt cầu có thể được chuyển đổi thành tọa độ x,y trên hệ tọa độ Đề-các thông qua các phương trình dưới (lưu ý công thức sử dụng đơn vị góc là radian)
{\displaystyle {\begin{aligned}x&=\rho \sin \left[n\left(\lambda -\lambda _{0}\right)\right]\\y&=\rho _{0}-\rho \cos \left[n\left(\lambda -\lambda _{0}\right)\right]\end{aligned}}}
trong đó
{\displaystyle {\begin{aligned}n&={\frac {\ln \left(\cos \varphi _{1}\sec \varphi _{2}\right)}{\ln \left[\tan \left({\frac {1}{4}}\pi +{\frac {1}{2}}\varphi _{2}\right)\cot \left({\frac {1}{4}}\pi +{\frac {1}{2}}\varphi _{1}\right)\right]}}\\\rho &=RF\cot ^{n}\left({\tfrac {1}{4}}\pi +{\tfrac {1}{2}}\varphi \right)\\\rho _{0}&=RF\cot ^{n}\left({\tfrac {1}{4}}\pi +{\tfrac {1}{2}}\varphi _{0}\right)\\F&={\frac {\cos \varphi _{1}\tan ^{n}\left({\frac {1}{4}}\pi +{\frac {1}{2}}\varphi _{1}\right)}{n}}\end{aligned}}}
Nếu một vĩ tuyến chuẩn được sử dụng (tức là {\displaystyle \varphi _{1}=\varphi _{2}} ), công thức của n ở trên là không thể xác định, nhưng lúc đó công thức n là {\displaystyle n=\sin(\varphi _{1})} .